# Keno II. tom Brok
Keno II. tom Brok (* um 1380; † 16. August 1417) war von 1399 bis 1417 Häuptling des Brokmerlandes in Ostfriesland. In der Zeit seiner Herrschaft endete die Zeit der Vitalienbrüder in Ostfriesland und erreichte die Macht der tom Broks einen Höhepunkt.

## Leben

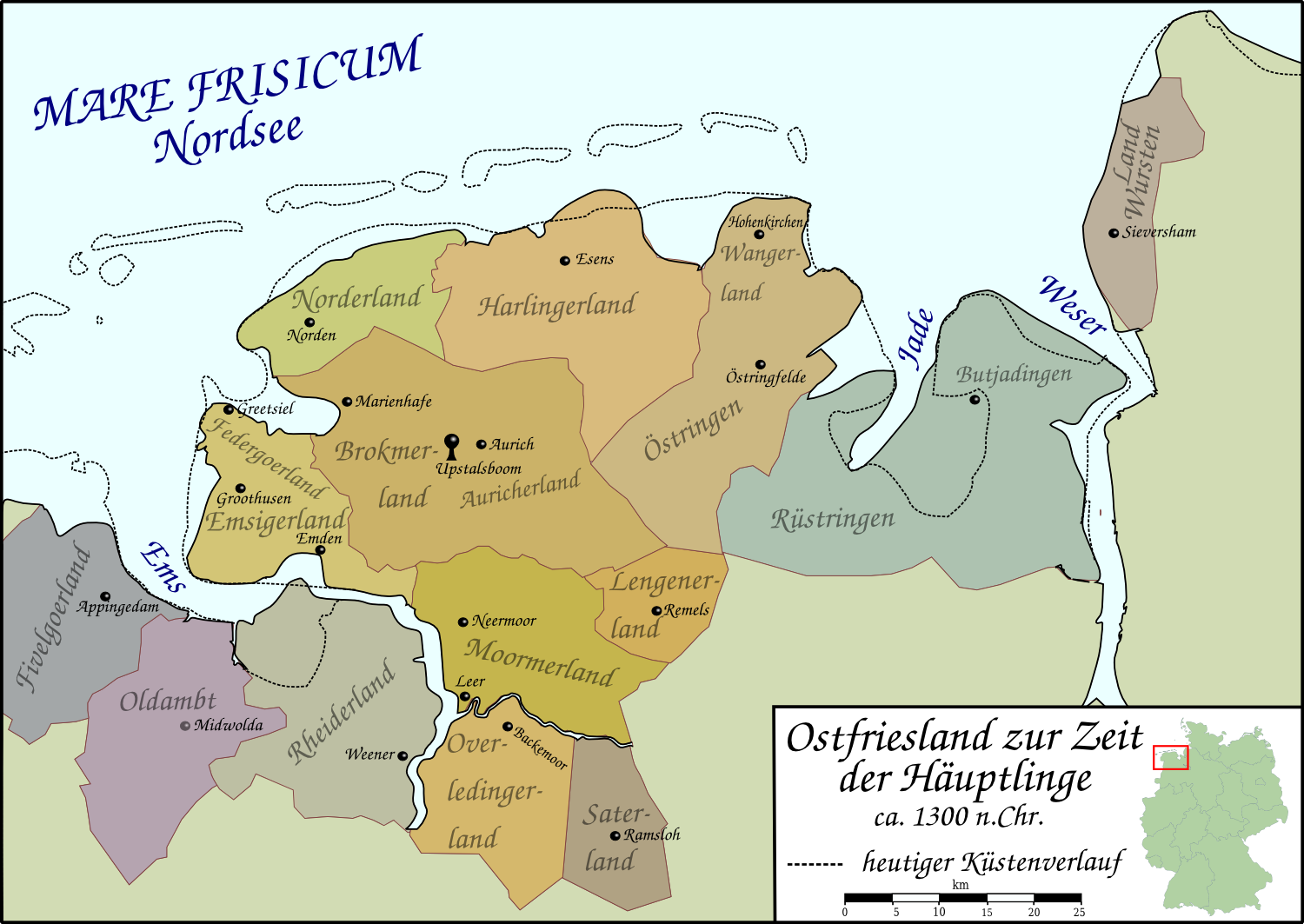
Das Brokmerland im Ostfriesland des 14. Jahrhunderts.

Keno II. tom Brok wurde um 1380 als Sohn des Häuptlings Ocko I. tom Brok und dessen Frau Foelke Kampana geboren. Er hatte zwei Schwestern, Ocka tom Brok (* um 1381; † 1397) und Tetta tom Brok (* um 1382; † 1426), sowie einen unehelichen älteren Halbbruder, Widzeld tom Brok (* um 1359; † 25. April 1399).
Da Keno II. zum Zeitpunkt der Ermordung seines Vaters im Jahre 1389 noch nicht volljährig war, übte sein Halbbruder Widzeld zusammen mit Kenos Mutter Foelke die vormundschaftliche Häuptlingsherrschaft im Brookmerland aus. Nach der Ermordung Widzelds am 25. April 1399 wurde Keno II. Häuptling des Brookmerlandes.
Keno II. war mit Adda Idzinga (* um 1372) verheiratet. Sein Nachfolger wurde ihr gemeinsamer Sohn Ocko II. tom Brok (* 1407; † 26. April 1435).

## Vitalienbrüder

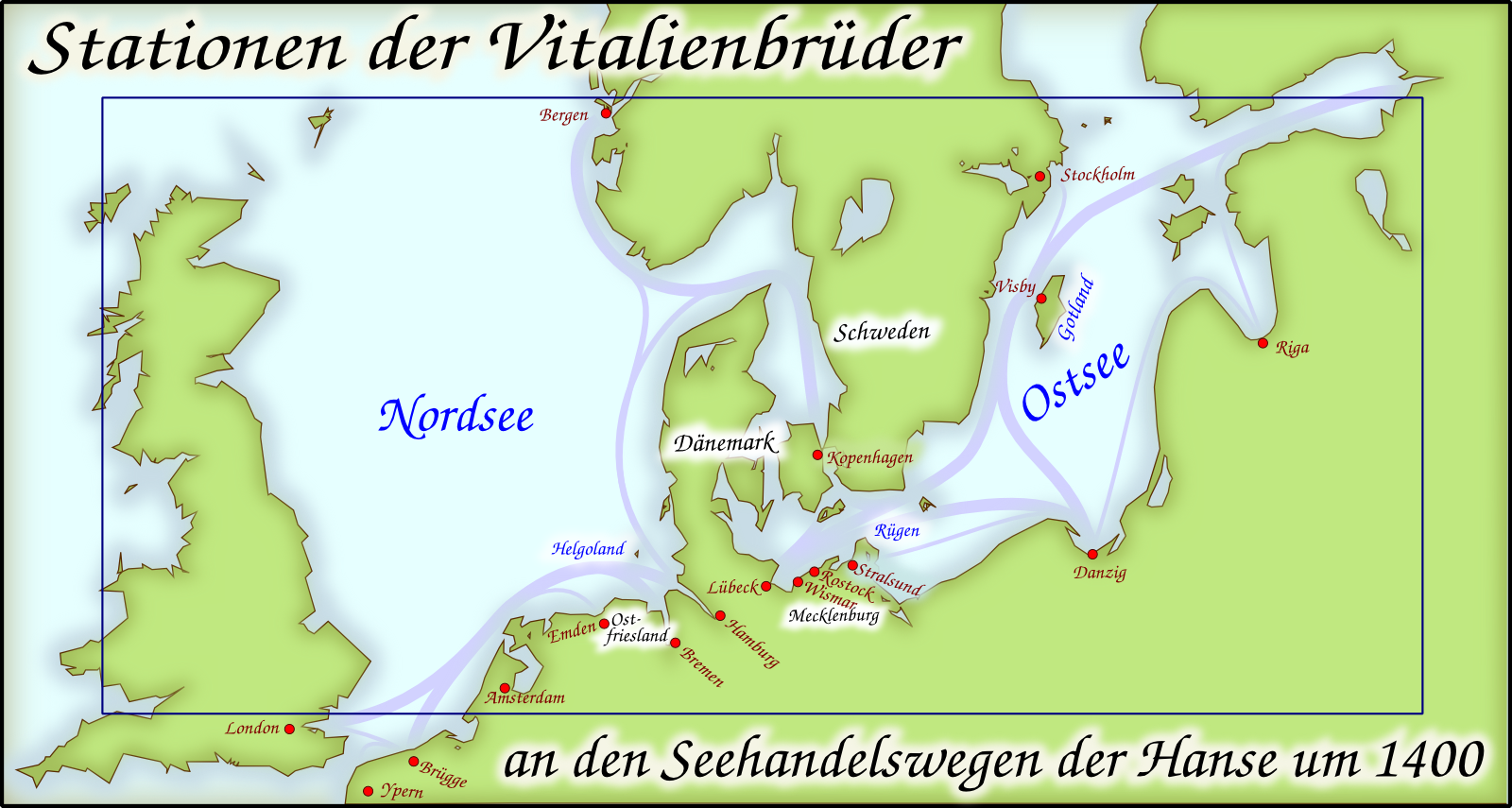
Schauplätze der Vitalienbrüder um 1400.

Schon unter Kenos II. Vorgänger Widzeld war das Brookmerland und weitere friesische Länder zu einem Rückzugsort von Seeräubern, den sogenannten Vitalienbrüdern, im Gebiet der Nordsee geworden. Zeitgleich herrschten Machtkämpfe zwischen den verschiedenen ostfriesischen Häuptlingen, bei denen auch die Vitalienbrüder in die Auseinandersetzungen mit einbezogen wurden.
Am 2. Februar 1400, wenige Monate nachdem Keno II. Häuptling des Brookmerlandes wurde, beschloss der Hansetag zu Lübeck zur Bekämpfung der Seeräuber die Entsendung von bewaffneten Koggen in die Nordsee. Keno II. tom Brok reagierte, indem er sich in einem Schreiben an die Hansestädte für die Beherbergung der Vitalienbrüder entschuldigte und ihre sofortige Entlassung versprach. Die Vitalienbrüder fanden jedoch bei Kenos Gegnern Hisko Abdena und Edo Wiemken sowie beim Grafen von Oldenburg eine neue Anstellung, woraufhin Keno II. und seine Verbündeten, allen voran Folkmar Allena, Enno Haytatisna und Haro Aldesna, in der Folgezeit wieder Seeräuber anheuerten.
Daraufhin entschloss sich die Hanse zu militärischen Operationen in Ostfriesland. Am 5. Mai 1400 traf die aufgestellte Hanseflotte auf der Osterems auf von Folkmar Allena beherbergte Vitalienbrüder und besiegte diese. Am 6. Mai übereignete sich die Hanse die Stadt und das Schloss Emden von Hisko und erlangte so einen festen Stützpunkt in Ostfriesland, von dem aus weitere Operationen ausgingen. Schon am 23. Mai bestätigten alle Häuptlinge und Gemeinden Ostfrieslands der Hanse, nie wieder Vitalienbrüder aufzunehmen, so auch Keno II. im Brookmerland.

## Ausdehnung der Herrschaft
Keno II. tom Brok weitete in der Folgezeit seine Herrschaft in Ostfriesland aus. 1404 schloss er einen Frieden mit seinem Gegner Folkmar Allena und gab ihm die Burg Canhusen zurück. Danach setzte er sich daran, verbliebene oder neu errichtete Stützpunkte der Vitalienbrüder einzunehmen und eroberte die Orte Norden und Pilsum, woraufhin ihm von der Hanse als Lohn weitere Burgen und Schlösser, so in Nesse, Arle, Berum, Greetsiel und Osterhusen zur Verwaltung anvertraut wurden. Im Jahre 1408 eroberte er zusammen mit Focko Ukena Collinghorst, Potshausen und die Esseburg in Ihrhove. Am 21. Oktober 1413 vertrieb er schließlich Hisko Abdena aus Emden, welcher nach Groningen floh. 1415 belagerte er die Burgen von Rheide, Termünten und Delfszijl, nahm im September schließlich die Stadt Groningen ein und weitete so seine Herrschaft weit nach Westen aus. Zu diesem Zeitpunkt stand Keno II. tom Brok auf dem Höhepunkt seiner Macht.

## Tod und Grab
Sein Ziel, das gesamte östliche Friesland zwischen Zuidersee und Weser unter seiner Herrschaft zu vereinen, erreichte Keno II. tom Brok nicht. Am 16. August 1417 starb er, anders als seine beiden ermordeten Vorgänger, eines natürlichen Todes im Bett.
Bei Ausgrabungsarbeiten auf dem Gebiet der Klosterkirche Ihlow stießen Archäologen im Herbst 2004 auf eine mit Backsteinen ausgekleidete Grabgrube mit zwei Skeletten. Es wurde zunächst vermutet, dass es sich dabei um die sterblichen Überreste der einstigen Häuptlinge Keno II. tom Brok und dessen Sohn Ocko II. handelt.
Die anthropologische Untersuchung der Skelette hat inzwischen jedoch ergeben, dass in der Backsteinkiste zwei Personen bestattet worden sind, die ein deutlich höheres Sterbealter hatten als Ocko II. und Keno II.
Leider konnten wegen einer Störung des Grabes nur die Unterkörper begutachtet werden. Das unten liegende Skelett gehörte zu einem wahrscheinlich deutlich über 60-Jährigen Mann, der unter einer schweren rheumatoiden Polyarthritis litt: Ein Fuß war verkrüppelt, die Fußknochen zusammengewachsen, ein Knie war durch eine Knochenbrücke zwischen Ober- und Unterschenkel versteift. Der Mann muss also über längere Zeit bettlägerig gewesen sein.
Das oben liegende Skelett gehörte zu einem extrem knochenrobusten, weiblichen Individuum: die geschlechtsdiagnostisch relevanten Merkmale am Becken waren allesamt eindeutig weiblich ausgebildet. Arthrotische Alterserscheinungen an Gelenken und Wirbelsäule und vor allem eine schon sehr fortgeschrittene Gonarthrose lassen ein Sterbealter von 50 bis 60 Jahren vermuten.
Wer immer in diesem Doppelgrab bestattet wurde, das Paar war in seiner letzten Lebenszeit über einen längeren Zeitraum gesundheitlich sehr beeinträchtigt.